# Konsumquote
Als Konsumquote wird eine volkswirtschaftliche Kennzahl bezeichnet, die das Verhältnis der Konsumausgaben am verfügbaren Einkommen der privaten Haushalte wiedergibt. Pendant ist die Sparquote. Ein privater Haushalt kann sein Einkommen für den Kauf von Gütern und Dienstleistungen ausgeben (Konsum) oder auf Konsum verzichten (Sparen).
Der Konsum hängt von verschiedenen Einflussgrößen ab, von denen das Volkseinkommen als der primäre Einflussfaktor angesehen wird. Setzt man beide zueinander in Beziehung, erhält man die Konsumfunktion. Die Spartätigkeit bzw. der Konsumverzicht führt nicht automatisch zur Kapitalbildung. Investitionen selbst ermöglichen sowohl Spartätigkeit, Konsum wie auch Kapitalbildung, wobei viele neoklassische Modelle der Ökonomie dies aufgrund gemachter Annahmen bezüglich Bankaktivitäten nicht reproduzieren können.

## Arten
In der Volkswirtschaftslehre unterscheidet man als volkswirtschaftliche Kennzahl zwischen der durchschnittlichen und der marginalen Konsumquote. 

### Durchschnittliche Konsumquote
Die durchschnittliche Konsumquote {\displaystyle c} setzt die gesamten Konsumausgaben {\displaystyle C} zum gesamten Einkommen {\displaystyle Y} in Relation:
{\displaystyle c={\frac {C}{Y}}}.
Die durchschnittliche Konsumquote gibt an, wie viel vom Volkseinkommen für den Konsum verwendet wird. Die marginale Konsumquote gibt an, wie viel von einer zusätzlichen Einheit des Volkseinkommens für zusätzliche Konsumgüterkäufe verwendet wird.

### Marginale Konsumquote
Die marginale Konsumquote (auch: marginale Konsumneigung, Grenzneigung zum Konsum), kurz {\displaystyle c_{Y}}, beschreibt den Anteil des Einkommens, den die privaten Haushalte einer Volkswirtschaft an der nächsten zusätzlichen (marginalen) Einkommenseinheit konsumieren, d. h. nicht sparen. Sie ist grundlegend für die Entwicklung des Keynesianischen Totalmodells und des Multiplikators.
Beispiel
Wenn ein Haushalt einen Euro mehr zur Verfügung hat und die marginale Konsumquote 0,65 beträgt, dann wird der Haushalt von dem zusätzlichen Euro 65 Cent ausgeben und 35 Cent sparen.
Der Konsum {\displaystyle C} ergibt sich aus dem autonomen Konsum {\displaystyle C_{\text{autonom}}} und dem verfügbaren Einkommen {\displaystyle Y} multipliziert mit der marginalen Konsumneigung {\displaystyle c_{Y}}:
{\displaystyle C=C_{\text{autonom}}+c_{Y}\cdot Y}.
Die marginale Konsumneigung ist die Ableitung des Konsums {\displaystyle C} nach dem Einkommen {\displaystyle Y}. 
{\displaystyle C_{Y}={\frac {dC}{dY}}}.

## Zusammenhang von Konsum- und Sparquote
Nach dem fundamental-psychologischen Gesetz muss {\displaystyle C_{Y}} größer als {\displaystyle 0} und kleiner als {\displaystyle 1} sein. Es gilt also:
{\displaystyle 0<C_{Y}<1}.
Die marginale Konsumneigung ergibt sich aus der Differenz von 1 und der marginalen Sparneigung {\displaystyle S_{Y}}. Das heißt, dass Einkommen, das nicht für den Konsum ausgegeben wird, gespart wird:
{\displaystyle C_{Y}=1-S_{Y}}.
Analog lässt sich für die Investitionen die marginale Investitionsquote definieren.